# 西蒙羅德里格斯市

西蒙羅德里格斯市（西班牙語：Municipio Simón Rodríguez），是委內瑞拉的一個市，位於該國東北部安索阿特吉州，首府設於埃爾蒂格雷，面積703平方公里，2007年人口183,185，人口密度為每平方公里260人。